# Lago di Patria
Il lago di Patria o lago Patria è il più grande lago costiero della Campania, con una superficie di 2 km². È situato nel comune di Giugliano in Campania, nella frazione chiamata appunto Lago Patria, e in piccolissima parte nel comune di Castel Volturno, in provincia di Caserta. Ha una caratteristica forma di cuore.
Il Lago di Patria si può considerare un lago costiero per la posizione vicina al mare, la modesta profondità (in media 1,5 m) e la salinità delle acque. È, inoltre, considerato il più meridionale dei laghi pontini.
È un sito di interesse comunitario che nel 1999 è entrato a far parte della riserva naturale Foce Volturno - Costa di Licola,  un'area protetta regionale che ha accorpato e ampliato precedenti aree protette.

## Storia

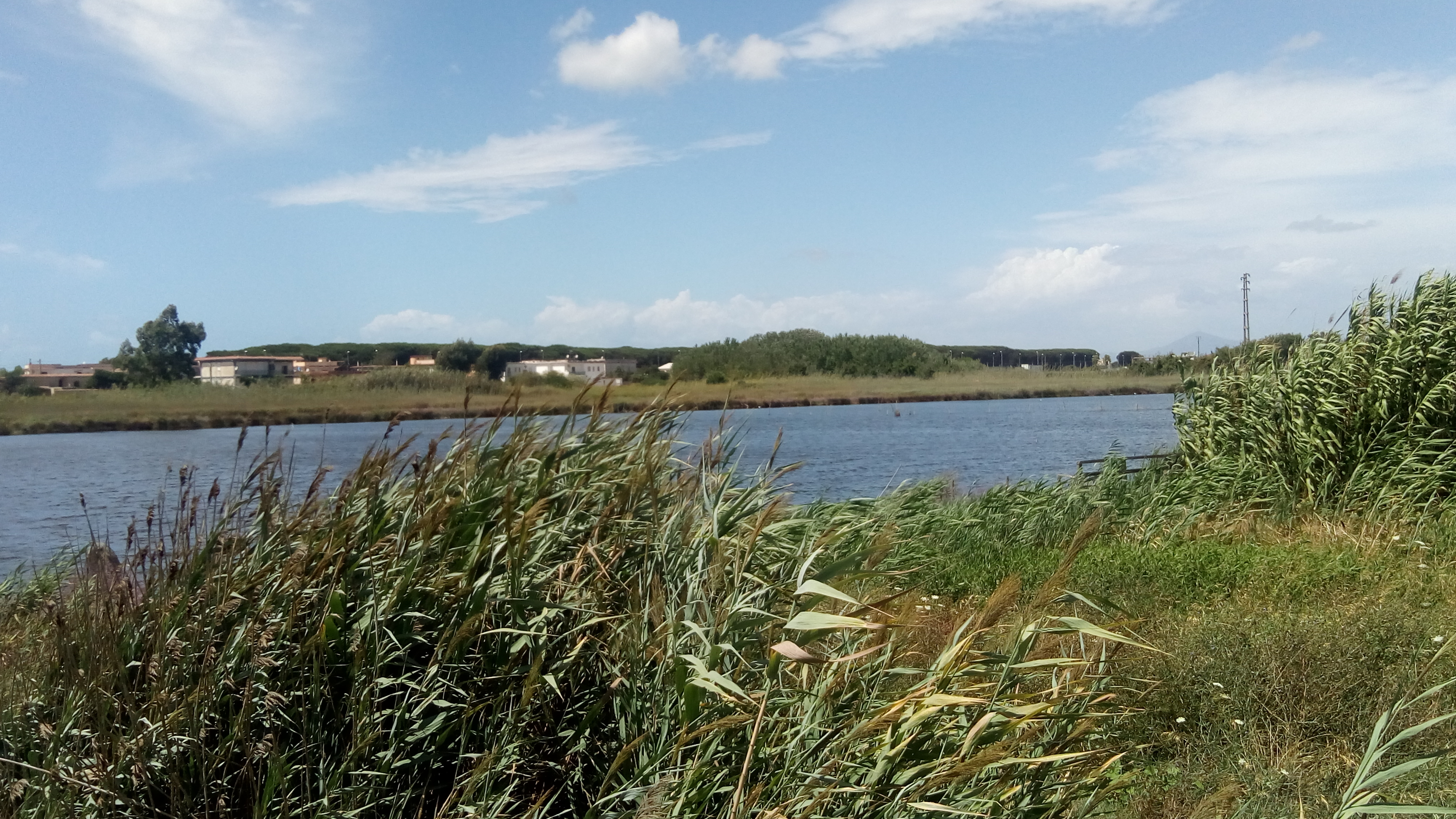
Vista della sponda del lago di Patria

Al tempo dei latini era conosciuto come Literna Palus e sulla sponda sud si estendeva la città di Liternum. Anticamente, soprattutto prima dei lavori idraulici del '600, si estendeva maggiormente verso nord, con un'ampia area paludosa. Infatti il Clanis, che in epoca antica sfociava nel Lago di Patria, fu artificiosamente irregimentato e portato a sfociare 9 km più a nord, a Pinetamare. Oggi è alimentato da modesti corsi d'acqua dolce e da alcune sorgenti, ma anche da un canale, oggi cementificato, che lo collega al mare e permette l'ingresso di acqua salata. La superficie si trova a circa 4 m sul livello del mare. 
Nel 1978 venne dichiarato "Oasi di Protezione della Fauna".

## Flora e fauna

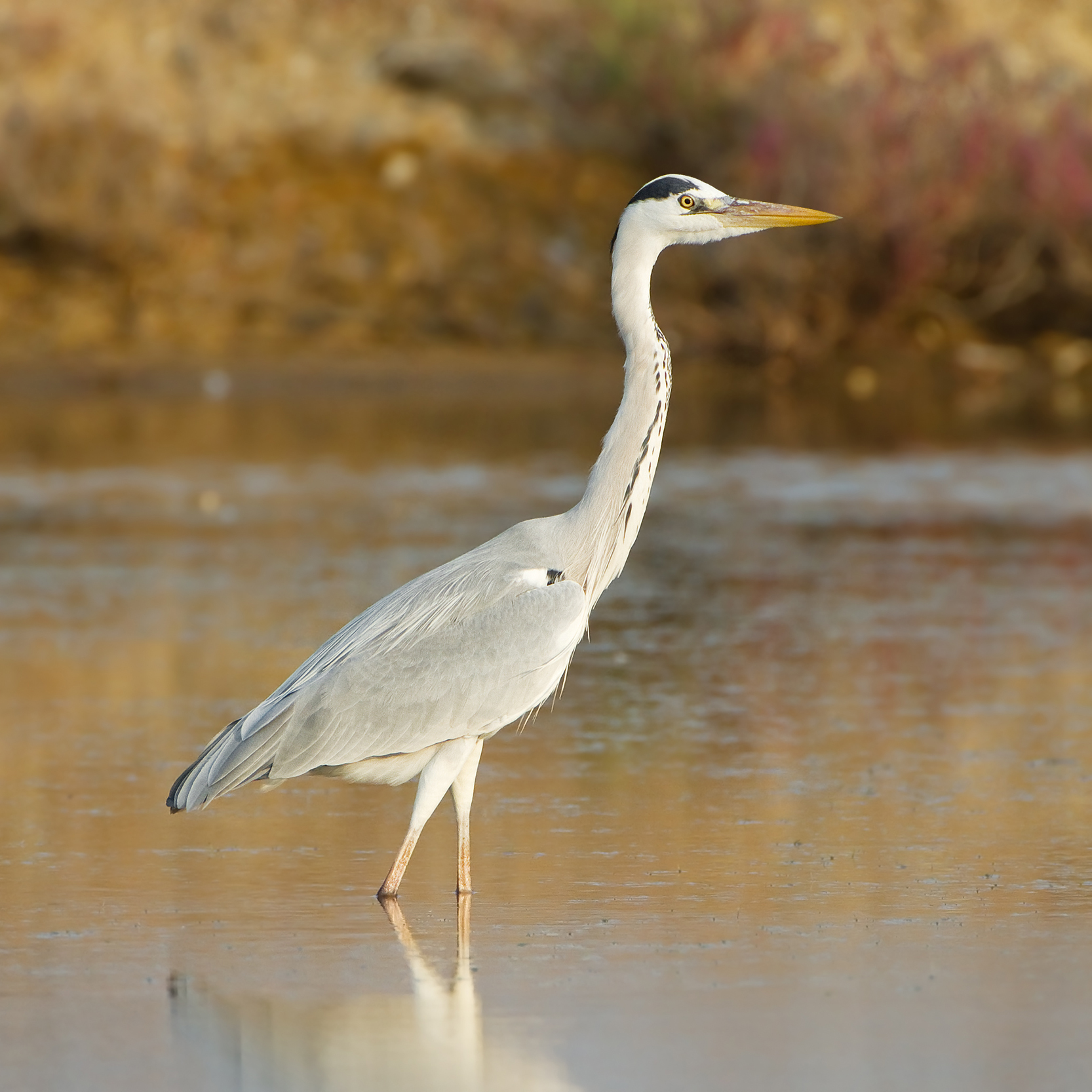
Airone cenerino

Il lago di Patria ospita una ricca fauna di uccelli palustri e anche la fauna ittica è molto differenziata. La zona del lago rappresenta un'area importante per la sosta ed il rifugio degli uccelli migratori come il martin pescatore, l'upupa, l'airone cenerino, il fenicottero e altri ancora. Anche se, a causa del disturbo antropico, il numero di uccelli è limitato.
Sulle rive cresce vegetazione acquatica rappresentata per lo più da canne.

## Attività sportiva
Sulla sua superficie si pratica regolarmente canottaggio e il Circolo del Remo e della Vela Italia vi ha trasferito la propria struttura relativa a tale sport dall'originaria sede napoletana di Santa Lucia. Nel 1963 ospitò le competizioni di canottaggio dei IV Giochi del Mediterraneo.